# 増強療法
うつ病における増強療法（augmentation therapy）とは、抗うつ薬の効果が不十分な場合に、効果を増強する薬剤を併用する方法である。オーグメンテイション療法、抗うつ効果増強療法ともされる。
一般に、抗うつ薬を2種類併用する場合は、増強ではなく併用（combination）という。

## うつ病治療における増強療法
うつ病といっても、様々な病態が存在するが、おおむね抗うつ薬の単剤投与で治療を開始し、効果と副作用を見ながら、抗うつ薬を漸増するのが基本である。十分量を十分な期間継続しても効果が不十分であれば、最初の抗うつ薬とは骨格の異なる抗うつ薬に変更し、再び抗うつ薬の量を調節しながら経過を観察する。
最終的に抗うつ薬の単剤投与では十分な効果を得られなかった場合に、増強療法を検討し、抗うつ薬の効果の増強を図る。
ほか、2種類以上の抗うつ薬の併用療法や電気痙攣療法（electroconvulsive therapy: ECT）なども検討する。
また効果がない場合には、誤診や、抗うつ薬の効果がない症例ではないかといった点も見直される。

## 増強療法に使用される薬剤

### 気分安定化薬
炭酸リチウム（リーマス）
気分安定薬として、双極性障害に適応があるが、抗うつ薬の増強作用をもつ。
三環系抗うつ薬、MAO阻害薬（モノアミンオキシダーゼ阻害薬）、トラゾドン（レスリン、デジレル）、あるいはセロトニン再取り込み阻害剤とリチウムとを併用することにより、抗うつ効果の増強が56%-96%で認められたとの報告もある。
リチウムの作用機序は不明であるが、可能性のある主な機序は、（１）電解質およびイオンの輸送に作用する、（２）神経伝達物質およびその放出に作用する、（３）伝達物質の作用に介在しているセカンドメッセンジャーや細胞内酵素に作用する、ことが考えられている。
カルバマゼピン（テグレトール）
躁病のほか、てんかんや三叉神経痛に適応がある。
バルプロ酸（デパケン、セレニカ）
躁病及びてんかんに適応がある。
クロナゼパム（リボトリール、ランドセン）
ベンゾジアゼピン系薬剤で、てんかんに適応がある。

### 精神刺激薬
メチルフェニデート（リタリン）
日本では適応から外された。中枢神経興奮作用から、かつては難治性うつ病や遷延性うつ病にも用いられたが、根本的な抗うつ効果に疑問があることと、うつ病の治療に適切な薬剤が十分にそろったとの理由である。

### 非定型抗精神病薬
アリピプラゾール（エビリファイ）
部分作動薬（パーシャルアゴニスト）。統合失調症、躁病に適応があるほかSSRIまたはSNRIと併用することを条件とした「うつ病・うつ状態」の適応がある。
オランザピン（ジプレキサ）
多元受容体作用抗精神病薬（MARTA）。統合失調症、双極性障害に適応がある。

### ドーパミン作動薬
ブロモクリプチン（パーロデル）
麦角アルカロイド。D2アゴニスト。線条体のドパミン受容体に作用し、パーキンソン症候群に適応がある。

### その他
タンドスピロン（セディール）
セロトニンA1神経系に選択的に作用する。不安、抑うつなどに適応がある。
ピンドロール（カルビスケン）
β遮断薬。頻脈、狭心症、高血圧に適応がある。
性ホルモン
エストロゲンは気分を高め、また中枢神経への作用（モノアミン作用性の神経伝達を増加させ、特にセロトニンの感受性を増大させる）を有することから、抗うつ効果の増強が示唆されている。
甲状腺ホルモンT3、T4
甲状腺ホルモンT3製剤のリオチロニン（チロナミン）、甲状腺ホルモンT4製剤のレボチロキシン（チラーヂンS）がある。